# Starling Tucker
Starling Tucker (* 1770 im Halifax County, Province of North Carolina; † 3. Januar 1834 in Enoree, South Carolina) war ein amerikanischer Politiker. Zwischen 1817 und 1831 vertrat er den Bundesstaat South Carolina im US-Repräsentantenhaus.

## Werdegang
Starling Tucker ließ sich in jungen Jahren in Mountain Shoals, dem heutigen Enoree, in South Carolina nieder. Dort erhielt er eine eher schlechte Schulausbildung. In den folgenden Jahren bewirtschaftete er eine Plantage. Außerdem bekleidete er verschiedene lokale Ämter. Unter anderem fungierte er als Friedensrichter. Tucker war auch viele Jahre Mitglied der Staatsmiliz. Während des Britisch-Amerikanischen Krieges von 1812 war er als Oberst Truppenkommandeur. Später stieg er in der Miliz bis zum Generalmajor auf.
Politisch war Tucker Mitglied der Demokratisch-Republikanischen Partei. 1816 wurde er im fünften Wahlbezirk von South Carolina in das US-Repräsentantenhaus in Washington, D.C. gewählt, wo er am 4. März 1817 die Nachfolge von William Woodward antrat. Nach zwei Wiederwahlen konnte er bis zum 3. März 1823 seinen Wahlkreis im Kongress vertreten. Seit 1822 kandidierte er im neunten Distrikt, den er als Nachfolger von John Carter zwischen dem 4. März 1823 und dem 3. März 1831 im Kongress vertrat. Nach der Auflösung seiner Partei in den 1820er Jahren schloss sich Tucker der Bewegung um den späteren Präsidenten Andrew Jackson und dessen Demokratischer Partei an. Seine letzten Jahre im Repräsentantenhaus waren von heftigen Diskussionen um die Politik von Präsident Jackson geprägt. Dabei ging es unter anderem um einen Konflikt zwischen der Bundesregierung und dem Staat South Carolina um ein Einfuhrzollgesetz. Dieser Konflikt gipfelte kurz nach dem Ende von Tuckers Zeit im Kongress in der Nullifikationskrise. Weitere Streitpunkte waren der umstrittene Indian Removal Act und die Bankenpolitik von Präsident Jackson.
Nach seinem Ausscheiden aus dem Kongress zog sich Starling Tucker aus der Politik zurück und widmete sich seinen privaten Angelegenheiten. Er starb am 3. Januar 1834.